# Фільмографія Роберта Де Ніро

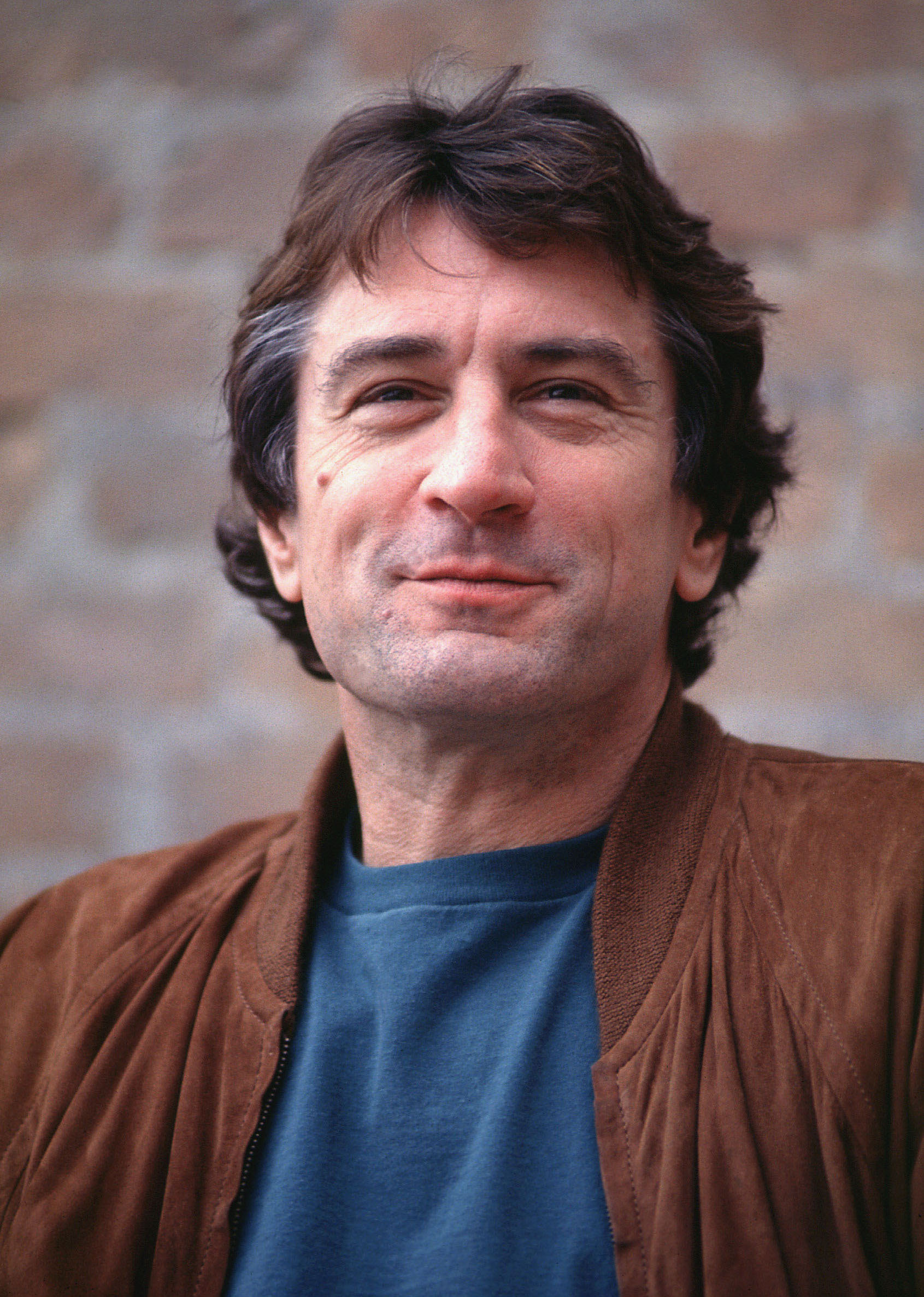
Роберт Де Ніро на 47-му щорічному Венеційському кінофестивалі (1990 рік)

Роберт Де Ніро-молодший (англ. Robert De Niro, Jr.) — відомий американський актор, продюсер та режисер. Перші свої ролі зіграв в фільмах «Вітання» (1968), «Весільна вечірка» (1969), «Кривава мама» (1970), «Привіт, матусю!» (1970), «Думаю про Дженніфер» (1971), «Банда, що не вміла стріляти» (1971) і «Злі вулиці» (1973). 1974 року Де Ніро отримав роль молодого Віто Корлеоне у фільмі «Хрещений батько 2». Завдяки своєму виконанню отримав премію «Оскар» за найкращу чоловічу роль другого плану. Після «Хрещеного батька 2» Де Ніро знявся в психологічній драмі Мартіна Скорсезе «Таксист» (1976), де зображав Тревіса Бікла — депресивного 26-річного одинака, що жив в ізоляції в Нью-Йорку. За цю роль актор отримав премію Асоціації кінокритиків Лос-Анджелеса, премію Національного товариства кінокритиків США, премію Спільноти кінокритиків Нью-Йорка і був номінований на премію «Оскар» за найкращу чоловічу роль. Фраза Де Ніро «Це ти мені сказав?» посіла 10-те місце в списку 100 найвідоміших цитат з американських фільмів за 100 років за версією Американського інституту кіномистецтва. 1978 року Де Ніро з'явився у воєнній драмі Майкла Чіміно «Мисливець на оленів» — фільмі про трьох сталеварів, чиї життя назавжди змінились після війни у В'єтнамі. За цю роль його було номіновано на премію «Оскар» за найкращу чоловічу роль.
Після «Таксиста» Де Ніро виступив у співпраці зі Скорсезе в музичній драмі «Нью-Йорк, Нью-Йорк» (1977). Фільм провалився в прокаті і через його невтішне сприйняття публікою Скорсезе впав у депресію, на додачу в нього з'явились проблеми з наркотиками. Коли Скорсезе перебував на реабілітації, лікуючись від наркотичної залежності, Де Ніро попросив його прочитати книгу про боксера Джейка Ламотта, яку Скорсезе викинув, сказавши що в ній «повно лайна». Після того як Скорсезе мало не помер від передозування, він погодився зняти фільм. «Скажений бик» (1980) отримав широке визнання критиками, а Де Ніро здобув премію «Оскар» за найкращу чоловічу роль, премію «Золотий глобус» за найкращу чоловічу роль в драмі і премію Національної ради огляду. Після «Скаженого бика» Де Ніро з'явився в неонуар-фільмі «Таємниці сповіді» (1981), де його виконання отримало схвальні відгуки критиків. 1983 року Де Ніро зіграв в сатирично-гумористичному фільмі Мартіна Скорсезе «Король комедії», де виконав роль коміка, що бореться з психічними розладами. Хоча фільм провалився у прокаті, його було схвально сприйнято критиками. Кінокритик Марк Кермод писав в Ґардіан: «Хоча всі ці фільми справді приголомшливі, вони бліднуть у порівняння з найкращою — і найчастіше непоміченою  — роботою Скорсезе та Де Ніро: Король комедії». Наступного року Де Ніро з'явився в епічній кримінальній драмі «Одного разу в Америці», де він зіграв Девіда Ааронсона, вуличного хлопця з Нижнього Іст-Сайду на Манхеттені в 1920-і. «Одного разу в Америці» став фінансовим провалом, зібравши лише 5.3 млн доларів в прокаті проти 30-мільйонного бюджету.
В 1990 році Де Ніро знявся в драмі Пенні Маршалла «Пробудження», заснованій на мемуарах Олівера Сакса 1973 року під такою ж назвою. За свою гру актор був номінований на премію «Оскар». Наступного року Де Ніро дісталась роль у психологічному трилері «Мис Страху», де він виступив в образі Макса Кейді, засудженого ґвалтівника. За це виконання його було номіновано на премію «Оскар». 2000 року Де Ніро з'явився в комедійному фільмі «Знайомство з батьками», а після комерційного успіху фільму знявся також у його сиквелах 2004 і 2010 років. 2012 року Де Ніро знявся в фільмі Девіда Рассела «Збірка промінців надії»", за що його було номіновано на премію «Оскар» за найкращу чоловічу роль другого плану. 2019 року Де Ніро виконав роль ведучого ток-шоу Мюррея Франкліна у психологічному трилері Тодда Філліпса «Джокер». Фільм зібрав в прокаті понад 1 мільярд доларів, ставши першим фільмом з рейтингом R, якому це вдалося. Після «Джокера» Де Ніро знову виступив у співпраці з Мартіном Скорсезе в фільмі «Ірландець» (2019), де він виконав роль Френка Ширана, водія вантажівки, що стає вбивцею, зв'язуючись з мафіозі Расселом Буфаліно і його кримінальною родиною. Акторську гру Де Ніро високо оцінили критики.

## Фільми
| Фільми, які ще не випущені | Позначає фільми, які ще не випущені |

| Рік  | Назва українською                    | Оригінальна назва                      | Участь        | Участь   | Участь                            | Режисер                                      | Примітки                                                | Джерела |
| Рік  | Назва українською                    | Оригінальна назва                      | Актор         | Продюсер | Роль                              | Режисер                                      | Примітки                                                | Джерела |
| ---- | ------------------------------------ | -------------------------------------- | ------------- | -------- | --------------------------------- | -------------------------------------------- | ------------------------------------------------------- | ------- |
| 1965 | Три кімнати на Манхеттені            | Three Rooms in Manhattan               | Нема в титрах | Ні       | клієнт                            | Марсель Карне                                |                                                         | [ 45 ]  |
| 1968 | Молоді вовки                         | The Young Wolves                       | Нема в титрах | Ні       | Ун Хіпі Чез Попов                 | Марсель Карне                                |                                                         | [ 46 ]  |
| 1968 | Вітання                              | Greetings                              | Так           | Ні       | Джон Рубін                        | Браян Де Пальма                              |                                                         | [ 47 ]  |
| 1969 | Пісня Сема                           | Sam's Song aka The Swap                | Так           | Ні       | Сем                               | Джордан Леондопулос                          |                                                         | [ 48 ]  |
| 1969 | Весільна вечірка                     | The Wedding Party                      | Так           | Ні       | Сесіл                             | Браян Де Пальма                              |                                                         | [ 49 ]  |
| 1970 | Кривава мама                         | Bloody Mama                            | Так           | Ні       | Ллойд Баркер                      | Роджер Корман                                |                                                         | [ 50 ]  |
| 1970 | Привіт, матусю!                      | Hi, Mom!                               | Так           | Ні       | Джон Рубін                        | Браян Де Пальма                              |                                                         | [ 51 ]  |
| 1971 | Думаю про Дженніфер                  | Jennifer on My Mind                    | Так           | Ні       | водій таксі                       | Ноель Блек                                   |                                                         | [ 52 ]  |
| 1971 | Народжений перемагати                | Born to Win                            | Так           | Ні       | офіцер Денні                      | Іван Пассер                                  |                                                         | [ 53 ]  |
| 1971 | Банда, що не вміла стріляти          | The Gang That Couldn't Shoot Straight  | Так           | Ні       | Маріо Трантіно                    | Джеймс Голдстоун                             |                                                         | [ 54 ]  |
| 1973 | Бий в барабан повільно               | Bang the Drum Slowly                   | Так           | Ні       | Брюс Пірсон                       | Джон Д. Генкок                               |                                                         | [ 55 ]  |
| 1973 | Злі вулиці                           | Mean Streets                           | Так           | Ні       | Джон «Johnny Boy» Сівелло         | Мартін Скорсезе                              |                                                         | [ 56 ]  |
| 1974 | Хрещений батько 2                    | The Godfather Part II                  | Так           | Ні       | Віто Корлеоне                     | Френсіс Форд Коппола                         | Отримав «Оскар» за найкращу чоловічу роль другого плану | [ 57 ]  |
| 1976 | Таксист                              | Taxi Driver                            | Так           | Ні       | Тревіс Бікл                       | Мартін Скорсезе                              |                                                         | [ 3 ]   |
| 1976 | Двадцяте століття                    | 1900                                   | Так           | Ні       | Альфредо Берлінг'єрі              | Бернардо Бертолуччі                          |                                                         | [ 58 ]  |
| 1976 | Останній магнат                      | The Last Tycoon                        | Так           | Ні       | Монро Стар                        | Еліа Казан                                   |                                                         | [ 59 ]  |
| 1977 | Нью-Йорк, Нью-Йорк                   | New York, New York                     | Так           | Ні       | Джиммі                            | Мартін Скорсезе                              |                                                         | [ 60 ]  |
| 1978 | Мисливець на оленів                  | The Deer Hunter                        | Так           | Ні       | Майкл Вронський                   | Майкл Чіміно                                 |                                                         | [ 61 ]  |
| 1979 | Угода                                | The Swap                               | Так           | Ні       | Сем Ніколетті                     | Джон Бродерік і Джордан Леондопулос          |                                                         |         |
| 1980 | Скажений бик                         | Raging Bull                            | Так           | Ні       | Джейк Ламотта                     | Мартін Скорсезе                              | Отримав «Оскар» за найкращу чоловічу роль               | [ 62 ]  |
| 1981 | Таємниці сповіді                     | True Confessions                       | Так           | Ні       | Монсеньйор Десмонд «Дез» Спелелей | Улу Гросбард                                 |                                                         | [ 63 ]  |
| 1983 | Король комедії                       | The King of Comedy                     | Так           | Ні       | Руперт Папкін                     | Мартін Скорсезе                              |                                                         | [ 64 ]  |
| 1984 | Одного разу в Америці                | Once Upon a Time in America            | Так           | Ні       | Девід Ааронсон                    | Серджо Леоне                                 |                                                         | [ 65 ]  |
| 1984 | Закохані                             | Falling in Love                        | Так           | Ні       | Френк Рафтіс                      | Улу Гросбард                                 |                                                         | [ 66 ]  |
| 1985 | Бразилія                             | Brazil                                 | Так           | Ні       | Арчибальд «Гаррі» Таттл           | Террі Гілліам                                |                                                         | [ 67 ]  |
| 1986 | Місія                                | The Mission                            | Так           | Ні       | Родріго Мендоза                   | Ролан Жоффе                                  |                                                         | [ 68 ]  |
| 1987 | Янгольське серце                     | Angel Heart                            | Так           | Ні       | Луї Сіфр                          | Алан Паркер                                  |                                                         | [ 69 ]  |
| 1987 | Недоторканні                         | The Untouchables                       | Так           | Ні       | Аль Капоне                        | Браян Де Пальма                              |                                                         | [ 70 ]  |
| 1988 | Встигнути до опівночі                | Midnight Run                           | Так           | Ні       | Джек Волш                         | Мартін Брест                                 |                                                         | [ 71 ]  |
| 1989 | Стилет                               | Jacknife                               | Так           | Ні       | Джозеф                            | Девід Джонс                                  |                                                         | [ 72 ]  |
| 1989 | Ми не янголи                         | We're No Angels                        | Так           | Так      | Нед                               | Ніл Джордан                                  | Виконавчий продюсер                                     | [ 73 ]  |
| 1990 | Стенлі та Айріс                      | Stanley & Iris                         | Так           | Ні       | Стенлі Еверетт Кокс               | Мартін Рітт                                  |                                                         | [ 74 ]  |
| 1990 | Славні хлопці                        | Goodfellas                             | Так           | Ні       | Джеймс Конвей                     | Мартін Скорсезе                              |                                                         | [ 75 ]  |
| 1990 | Пробудження                          | Awakenings                             | Так           | Ні       | Леонард Лов                       | Пенні Маршалл                                |                                                         | [ 76 ]  |
| 1991 | Винен за підозрою                    | Guilty by Suspicion                    | Так           | Ні       | Девід Меріллі                     | Ірвін Вінклер                                |                                                         | [ 77 ]  |
| 1991 | Зворотна тяга                        | Backdraft                              | Так           | Ні       | Дональд Рімгейл                   | Рон Говард                                   |                                                         | [ 78 ]  |
| 1991 | Мис Страху                           | Cape Fear                              | Так           | Так      | Макс Кейді                        | Мартін Скорсезе                              |                                                         | [ 79 ]  |
| 1992 | Коханка                              | Mistress                               | Так           | Так      | Еван М. Райт                      | Баррі Прімус                                 |                                                         | [ 80 ]  |
| 1992 | Ніч і місто                          | Night and the City                     | Так           | Ні       | Гаррі Фабіан                      | Ірвін Вінклер                                |                                                         | [ 81 ]  |
| 1993 | Скажений пес і Глорія                | Mad Dog and Glory                      | Так           | Ні       | Вейн «Скажений Пес» Доббі         | Джон Макнотон                                |                                                         | [ 82 ]  |
| 1993 | Життя цього хлопця. Правдива історія | This Boy's Life                        | Так           | Ні       | Двайт                             | Майкл Кейтон-Джонс                           |                                                         | [ 83 ]  |
| 1993 | Бронкська історія                    | A Bronx Tale                           | Так           | Ні       | Лоренцо Анелло                    | Роберт Де Ніро                               | Режисер                                                 | [ 84 ]  |
| 1994 | Франкенштейн Мері Шеллі              | Mary Shelley's Frankenstein            | Так           | Так      | монстр Франкенштейна              | Кеннет Брана                                 | Асоційований продюсер                                   | [ 85 ]  |
| 1995 | Казино                               | Casino                                 | Так           | Ні       | Сем «Туз» Ротштейн                | Мартін Скорсезе                              |                                                         | [ 86 ]  |
| 1995 | Сутичка                              | Heat                                   | Так           | Ні       | Ніл МакКолі                       | Майкл Манн                                   |                                                         | [ 87 ]  |
| 1995 | Сто та одна ніч Симона Сінема        | Les Cent et une nuits de Simon Cinema  | Так           | Ні       | чоловік у круїзі                  | Аньєс Варда                                  |                                                         | [ 88 ]  |
| 1996 | Фанат                                | The Fan                                | Так           | Ні       | Гілберт «Гіл» Ренар               | Тоні Скотт                                   |                                                         | [ 89 ]  |
| 1996 | Ті, що сплять                        | Sleepers                               | Так           | Ні       | Боббі Карілло                     | Баррі Левінсон                               |                                                         | [ 90 ]  |
| 1996 | Кімната Марвіна                      | Marvin's Room                          | Так           | Так      | доктор Воллі                      | Джеррі Закс                                  |                                                         | [ 91 ]  |
| 1997 | Поліцейські                          | Cop Land                               | Так           | Ні       | Мо Тілден                         | Джеймс Менголд                               |                                                         | [ 92 ]  |
| 1997 | Джекі Браун                          | Jackie Brown                           | Так           | Ні       | Луїс Ґара                         | Квентін Тарантіно                            |                                                         | [ 93 ]  |
| 1997 | Хвіст крутить собакою                | Wag the Dog                            | Так           | Так      | Конрад Брін                       | Баррі Левінсон                               |                                                         | [ 94 ]  |
| 1998 | Великі сподівання                    | Great Expectations                     | Так           | Ні       | Артур Лустіг                      | Альфонсо Куарон                              |                                                         | [ 95 ]  |
| 1998 | Ронін                                | Ronin                                  | Так           | Ні       | Сем                               | Джон Франкенгаймер                           |                                                         | [ 96 ]  |
| 1999 | Аналізуючи це                        | Analyze This                           | Так           | Ні       | Пол Вітті                         | Гарольд Реміс                                |                                                         | [ 97 ]  |
| 1999 | Бездоганні                           | Flawless                               | Так           | Так      | Вольтер Кунц                      | Джоель Шумахер                               |                                                         | [ 98 ]  |
| 2000 | Пригоди Роккі і Буллвінкля           | The Adventures of Rocky and Bullwinkle | Так           | Так      | безстрашний лідер                 | Дес Макенафф                                 |                                                         | [ 99 ]  |
| 2000 | Люди честі                           | Men of Honor                           | Так           | Ні       | Леслі Вільям «Біллі» Сандей       | Джордж Тіллман молодший                      |                                                         | [ 100 ] |
| 2000 | Знайомство з батьками                | Meet the Parents                       | Так           | Так      | Джек Бернс                        | Джей Роуч                                    |                                                         | [ 101 ] |
| 2001 | 15 хвилин                            | 15 Minutes                             | Так           | Ні       | Едді Флеммінг                     | Джон Герцфельд                               |                                                         | [ 102 ] |
| 2001 | Ведмежатник                          | The Score                              | Так           | Ні       | Нік Веллс                         | Френк Оз                                     |                                                         | [ 103 ] |
| 2002 | Шоу починається                      | Showtime                               | Так           | Ні       | детектив Міч Престон              | Том Дей                                      |                                                         | [ 104 ] |
| 2002 | Остання справа Ламарки               | City by the Sea                        | Так           | Ні       | Вінсент ЛаМарка                   | Майкл Кейтон-Джонс                           |                                                         | [ 105 ] |
| 2002 | Аналізуючи те                        | Analyze That                           | Так           | Ні       | Пол Вітті                         | Гарольд Реміс                                |                                                         | [ 106 ] |
| 2004 | Інший                                | Godsend                                | Так           | Ні       | доктор Річард Уеллс               | Нік Хемм                                     |                                                         | [ 107 ] |
| 2004 | Підводна братва                      | Shark Tale                             | Так           | Ні       | Дон Ліно                          | Бібо Бержерон / Вікі Дженсон / Роб Латтерман | Озвучування                                             | [ 108 ] |
| 2004 | Знайомство з Факерами                | Meet the Fockers                       | Так           | Так      | Джек Бернс                        | Джей Роуч                                    |                                                         | [ 109 ] |
| 2004 | Міст короля Людовика Святого         | The Bridge of San Luis Rey             | Так           | Ні       | Архієпископ Ліми                  | Мері МакГакіан                               |                                                         | [ 110 ] |
| 2005 | Гра у схованки                       | Hide and Seek                          | Так           | Ні       | Девід Коллавей / Чарлі            | Джон Полсон                                  |                                                         | [ 111 ] |
| 2006 | Хибна спокуса                        | The Good Shepherd                      | Так           | Так      | Білл Салліван                     | Роберт Де Ніро                               | Режисер та продюсер                                     | [ 112 ] |
| 2006 | Артур і Мініпути                     | Arthur and the Invisibles              | Так           | Ні       | король Мініпутів                  | Люк Бессон                                   | Озвучування                                             | [ 113 ] |
| 2007 | Зоряний пил                          | Stardust                               | Так           | Ні       | капітан Шекспір                   | Метью Вон                                    |                                                         | [ 114 ] |
| 2008 | Право на вбивство                    | Righteous Kill                         | Так           | Ні       | детектив Том Коуен                | Джон Евнет                                   |                                                         | [ 115 ] |
| 2008 | Що тут сталося                       | What Just Happened                     | Так           | Так      | Бен                               | Баррі Левінсон                               |                                                         | [ 116 ] |
| 2009 | У них все добре                      | Everybody's Fine                       | Так           | Ні       | Френк                             | Кірк Джонс                                   |                                                         | [ 117 ] |
| 2010 | Мачете                               | Machete                                | Так           | Ні       | сенатор МакЛафлін                 | Етан Манікіс / Роберт Родрігес               |                                                         | [ 118 ] |
| 2010 | Стоун                                | Stone                                  | Так           | Ні       | Джек Мербі                        | Джон Каррен                                  |                                                         | [ 119 ] |
| 2010 | Знайомство з Факерами 2              | Little Fockers                         | Так           | Так      | Джек Бернс                        | Пол Вайц                                     |                                                         | [ 120 ] |
| 2011 | Кохання: Інструкція з використання   | The Ages of Love                       | Так           | Ні       | Адрiан                            | Джованні Веронезі                            |                                                         | [ 121 ] |
| 2011 | Професіонал                          | Killer Elite                           | Так           | Ні       | Гантер                            | Гері МакКендрі                               |                                                         | [ 122 ] |
| 2011 | Області темряви                      | Limitless                              | Так           | Ні       | Карлос ван Лун                    | Ніл Берґер                                   |                                                         | [ 123 ] |
| 2011 | Старий Новий рік                     | New Year's Eve                         | Так           | Ні       | Стен Гарріс                       | Гаррі Маршалл                                |                                                         | [ 124 ] |
| 2012 | Бути Флінном                         | Being Flynn                            | Так           | Ні       | Джонатан Флінн                    | Пол Вайц                                     |                                                         | [ 125 ] |
| 2012 | Червоні вогні                        | Red Lights                             | Так           | Ні       | Саймон Сільвер                    | Родріго Кортес                               |                                                         | [ 126 ] |
| 2012 | Фрилансери                           | Freelancers                            | Так           | Ні       | капітан Джо Сарконе               | Джессі Терреро                               |                                                         | [ 127 ] |
| 2012 | Збірка промінців надії               | Silver Linings Playbook                | Так           | Ні       | Патріціо Солатано                 | Девід Рассел                                 |                                                         | [ 128 ] |
| 2013 | Велике весілля                       | The Big Wedding                        | Так           | Ні       | Дон Гріффін                       | Джастін Закем                                |                                                         | [ 129 ] |
| 2013 | Сезон убивць                         | Killing Season                         | Так           | Ні       | Бенджамін Форд                    | Марк Стівен Джонсон                          |                                                         | [ 130 ] |
| 2013 | Малавіта                             | The Family                             | Так           | Ні       | Фред Блейк / Джованні Манцоні     | Люк Бессон                                   |                                                         | [ 131 ] |
| 2013 | Останнє похмілля у Вегасі            | Last Vegas                             | Так           | Ні       | Педді                             | Джон Тартелтауб                              |                                                         | [ 132 ] |
| 2013 | Американська афера                   | American Hustle                        | Нема в титрах | Ні       | Віктор Теллегіо                   | Девід Рассел                                 |                                                         | [ 133 ] |
| 2013 | Гранд реванш                         | Grudge Match                           | Так           | Ні       | Біллі «Малюк» МакДоннен           | Пітер Сігал                                  |                                                         | [ 134 ] |
| 2014 | Мотель                               | The Bag Man                            | Так           | Ні       | Драґна                            | Девід Гровіч                                 |                                                         | [ 135 ] |
| 2015 | Стажер                               | The Intern                             | Так           | Ні       | Бен Віттакер                      | Ненсі Меєрс                                  |                                                         | [ 136 ] |
| 2015 | Автобус 657                          | Heist                                  | Так           | Ні       | Френк Сільва                      | Скотт Манн                                   |                                                         | [ 137 ] |
| 2015 | Джой                                 | Joy                                    | Так           | Ні       | Руді Мангано                      | Девід Рассел                                 |                                                         | [ 138 ] |
| 2016 | Хтивий дідусь                        | Dirty Grandpa                          | Так           | Ні       | Дік Келлі                         | Ден Мазер                                    |                                                         | [ 139 ] |
| 2016 | Руки з каменю                        | Hands of Stone                         | Так           | Ні       | Рей Арсель                        | Джонатан Якубович                            |                                                         | [ 140 ] |
| 2016 | Комедіант                            | The Comedian                           | Так           | Ні       | Джекі Берк                        | Тейлор Гакфорд                               |                                                         | [ 141 ] |
| 2019 | Джокер                               | Joker                                  | Так           | Ні       | Мюррей Франклін                   | Тодд Філліпс                                 |                                                         | [ 142 ] |
| 2019 | Ірландець                            | The Irishman                           | Так           | Так      | Френк Ширан                       | Мартін Скорсезе                              |                                                         | [ 143 ] |
| 2020 | Війна з дідусем                      | The War with Grandpa                   | Так           | Ні       | Ед Маріно                         | Тім Гілл                                     |                                                         | [ 144 ] |
| 2020 | Афера по-голлівудськи                | The Comeback Trail                     | Так           | Ні       | Макс Барбер                       | Джордж Галло                                 |                                                         | [ 145 ] |
| 2022 | Амстердам                            | Amsterdam                              | Так           | Ні       | Ґіл                               | Девід Рассел                                 |                                                         | [ 146 ] |
| 2022 | Омий мене у річці                    | Wash Me in the River                   | Так           | Ні       | Шериф Майк Черч                   | Рендалл Емметт                               |                                                         | [ 147 ] |
| 2023 | Про мого батька                      | About My Father                        | Так           | Ні       | Сальво Маніскалько                | Лаура Террусо                                |                                                         | [ 148 ] |
| 2023 | Вбивці квіткової повні               | Killers of the Flower Moon             | Так           | Ні       | Вільям Хейл                       | Мартін Скорсезе                              |                                                         | [ 149 ] |
| 2023 | Езра                                 | Ezra                                   | Так           | Ні       | Стен                              | Тоні Голдвін                                 |                                                         | [ 150 ] |
| 2025 | Мудрі хлопці                         | Alto Knights                           | Так           | Ні       | Віто Дженовезе Френк Костелло     | Баррі Левінсон                               |                                                         |         |
| TBA  | Олов'яний солдатик                   | Tin Soldier                            | Так           | Ні       | Ешберн                            | Бред Фурман                                  | Постпродакшн                                            |         |

## Документальні та короткометражні фільми
| Рік  | Назва українською                             | Оригінальна назва                             | Роль        | Режисер                                 | Примітки                             | Джерела |
| ---- | --------------------------------------------- | --------------------------------------------- | ----------- | --------------------------------------- | ------------------------------------ | ------- |
| 1965 | Зустріч                                       | Encounter                                     | Племінник   | Норман С. Чейтін                        | Короткометражний фільм               | [ 151 ] |
| 1987 | Дорога Америка: Листи додому з В'єтнаму       | Dear America: Letters Home from Vietnam       | Коллектор   | Білл Кутюр'є                            | Озвучування Докуменальний фільм      | [ 152 ] |
| 1998 | Ленні Брюс: Клянусь казати тільки правду      | Lenny Bruce: Swear to Tell the Truth          | Оповідач    | Роберт Вайд                             | Докуменальний фільм                  | [ 153 ] |
| 2002 | 9/11                                          | 9/11                                          | В ролі себе | Гедеон Ноде / Жуль Ноде / Джеймс Хенлон | Докуменальний фільм                  | [ 154 ] |
| 2003 | Hans Hofmann: Artist/Teacher, Teacher/Artist  | Hans Hofmann: Artist/Teacher, Teacher/Artist  | Оповідач    | н/д                                     | Докуменальний фільм                  | [ 155 ] |
| 2011 | Світ Кормана: Подвиги голлівудського бунтаря  | Corman's World: Exploits of a Hollywood Rebel | В ролі себе | Алекс Степлтон                          | Докуменальний фільм                  | [ 156 ] |
| 2014 | Людина, яка врятувала світ                    | The Man Who Saved the World                   | В ролі себе | Пітер Ентоні                            | Докуменальний фільм                  | [ 157 ] |
| 2014 | Спогади про художника. Роберт Де Ніро-старший | Remembering the Artist: Robert De Niro, Sr.   | В ролі себе | Джіта Гандбайр / Перрі Пельтц           | Докуменальний короткометражний фільм | [ 158 ] |
| 2015 | Прослуховування                               | The Audition                                  | В ролі себе | Мартін Скорсезе                         | Короткометражний фільм               | [ 159 ] |
| 2015 | Елліс                                         | Ellis                                         | Неназвано   | JR                                      | Короткометражний фільм               | [ 160 ] |
| 2020 | Батько нареченої, частина 3 (ish)             | Father of the Bride, Part 3(ish)              | Джеймс      | Ненсі Меєрс                             | Короткометражний фільм               |         |

## Продюсерські роботи
- 1989 — Ми не янголи / We're No Angels
- 1991 — Мис Страху / Cape Fear
- 1992 — Коханка / Mistress
- 1992 — Громове серце / Thunderheart
- 1993 — Бронкська історія / A Bronx Tale
- 1994 — Франкенштейн Мері Шеллі / Mary Shelley's Frankenstein
- 1996 — Кімната Марвіна / Marvin's Room
- 1996 — Вірність / Faithful
- 1997 — Хвіст виляє собакою / Wag the Dog
- 1999 — Бездоганні / Flawless
- 2000 — Пригоди Рокки і Буллвінкля / The Adventures of Rocky & Bullwinkle
- 2000 — Знайомство з батьками / Meet the Parents
- 2001 — Prison Song
- 2002 — Мій хлопчик / About a Boy
- 2004 — Stage Beauty
- 2004 — Знайомство з Факерами / Meet the Fockers
- 2005 — Оренда / Rent
- 2006 — Хибна спокуса / The Good Shepherd
- 2008 — Що тут сталося / What Just Happened
- 2009 — Джонні Д. / Public Enemies
- 2010 — Знайомство з Факерами 2 / Little Fockers
- 2018 — Квінсі / Quincy
- 2019 — Ірландець / The Irishman
- 2020 — Артеміс Фаул / Artemis Fowl